# Haldenwanger Eck
Koordinaten: 47° 16′ 12,4″ N, 10° 10′ 41,9″ O

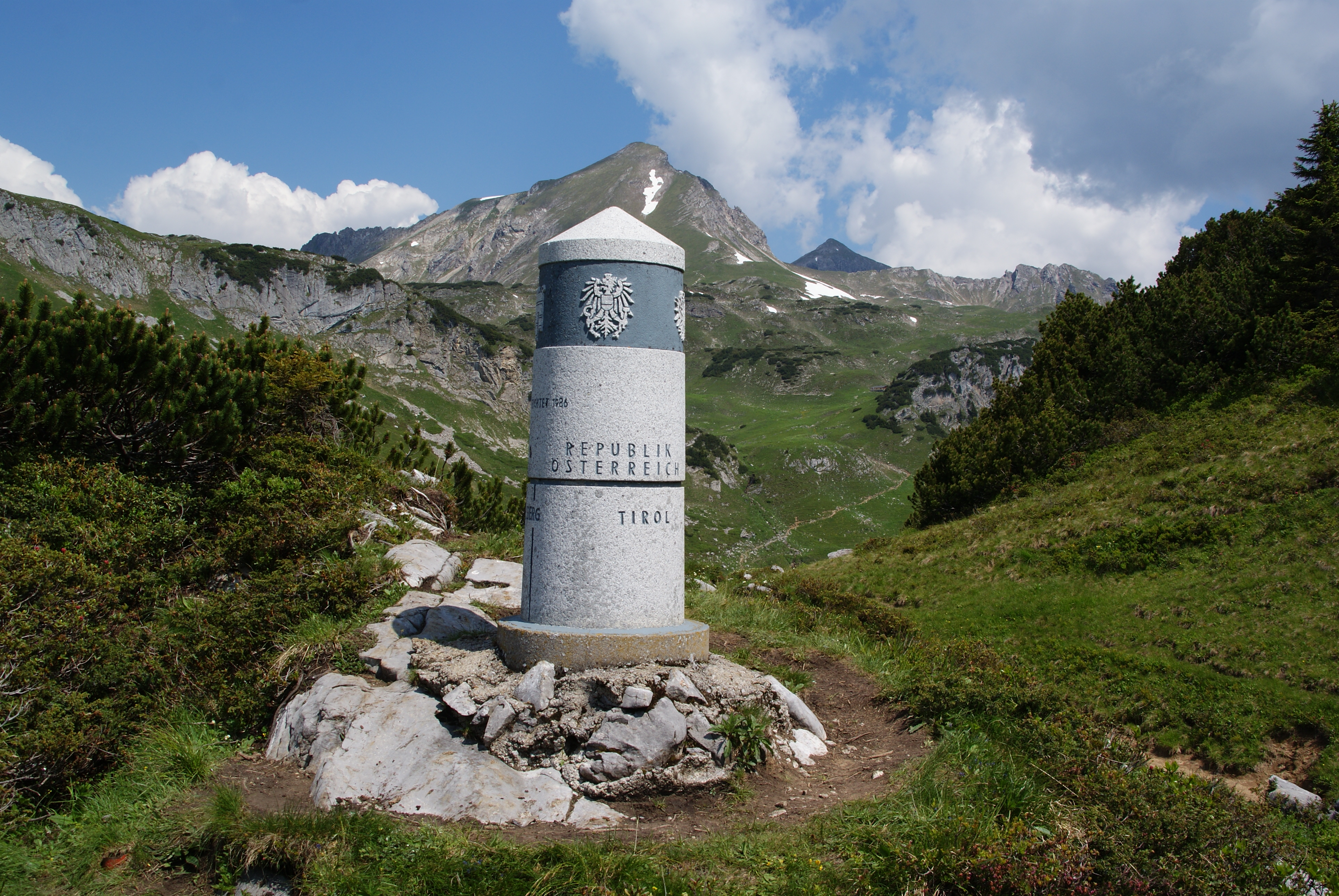
Grenzstein 147 Blickrichtung Nord zum Geißhorn.

Das Haldenwanger Eck (auch: Haldenwanger Egg) ist eine 1931 m ü. NHN hohe Anhöhe in den Allgäuer Alpen auf der Grenze zwischen Bayern und Vorarlberg, auf der sich der Grenzstein 149 befindet. Man versteht darunter aber eher das Gebiet zwischen Haldenwanger Kopf und  Gehrner Berg, auf dem am Grenzstein 147 die südlichste Stelle Deutschlands liegt. Zwischen beiden steht an der eigentlichen „Ecke“, wo der Grenzverlauf etwa rechtwinklig abbiegt, der Grenzstein 148.

## Geographie
Auf der Grenze zwischen Deutschland und Österreich befindet sich im Bereich des Haldenwanger Ecks das Dreiländereck Bayern – Tirol – Vorarlberg, zugleich der südlichste Punkt des Landkreises Oberallgäu in der Gemeinde Oberstdorf, etwa 17 Kilometer südwestlich von deren Ortskern und nicht etwa in der weiter nördlich liegenden Gemeinde Haldenwang, wie aufgrund des Namens vermutet werden könnte. Im Hauptkamm der Allgäuer Alpen, im Quellgebiet des Rappenalpenbachs (Oberlauf der Stillach), befindet sich das Haldenwanger Eck knapp zwei Kilometer südlich des Geißhorns (2366 m ü. NHN), 4 Kilometer westlich des Biberkopfs (2599 m ü. NHN) – der gelegentlich als südlichster Punkt Deutschlands bezeichnet wird, jedoch 110 Meter weiter nördlich liegt als dieser – und 400 Meter südsüdwestlich der Trifthütte (früher Haldenwanger Hütte), des südlichsten Gebäudes Deutschlands, (1742 m ü. NHN) am Haldenwanger Bach. Auf österreichischer Seite konvergieren die Gebiete der Gemeinden Warth (Vorarlberg) und Steeg (Tirol) zum Haldenwanger Eck.
Das Haldenwanger Eck, das nur über eine Bergtour zu erreichen ist, ist eine Anhöhe zwischen höheren Bergen. Die südlichste Landesstelle Deutschlands befindet sich wenige hundert Meter südöstlich beim Grenzstein 147 auf 1883 m ü. NHN Höhe und ist durch eine Säule aus Granit mit Aufschriften markiert. Wegen dieser Gegebenheit ist Oberstdorf Mitglied im Zipfelbund. Die Säule wurde 1986 auf Initiative des Landes Vorarlberg an Stelle des alten Grenzsteins errichtet. Der historische Stein von 1844 wurde gesichert und in das Bayerische Landesvermessungsamt verbracht.
Der südlichste Ort Deutschlands, die Einzelsiedlung Einödsbach, liegt 8,3 Kilometer nordöstlich des Haldenwanger Ecks. Zwei Kilometer weiter nördlich liegt der Weiler Birgsau, der zweitsüdlichste Ort Deutschlands. Die Benutzung der Zufahrtsstraße mit motorisierten Fahrzeugen ist nur Anwohnern erlaubt. Südwestlich von Einödsbach liegt noch eine Alpe, die Buchrainer Alpe, das südlichste Gebäude Deutschlands mit Adresse.

## Etymologie
Der Name leitet sich aus den althochdeutschen Wörtern halda (Abhang) und wang (Gefilde) ab.

## Kartenmaterial
- Alpenvereinskarte 3/2, „Lechtaler Alpen, Arlberggebiet“